# Faro do Alentejo
Faro do Alentejo é uma povoação portuguesa sede da Freguesia de Faro do Alentejo do Município de Cuba, freguesia com 53,20 km² de área e 485 habitantes (censo de 2021), tendo, por isso, uma densidade populacional de 9,1 hab./km².
O seu nome deriva do nome próprio árabe Harun.
Faro do Alentejo foi vila e sede de concelho até ao início do século XIX. Este era constituído por uma freguesia e tinha, em 1801, 200 habitantes. Teve também a designação de Farinho.;
Faro do Alentejo situa-se a 4 km de Cuba, na estrada que leva para Ferreira do Alentejo.
Tem como santo patrono São Luís. Foi fundada em 1619 na zona que dá pelo nome de Horta das Assentes e pertenceu ao 1º Conde de Faro do Alentejo, que foi passando de geração em geração. Em 1626 as terras onde se situa a aldeia foram doadas pelo Conde à Casa da Câmara aos seus habitantes. Faz parte do concelho de Cuba desde 1839. A melhor altura para visitar a aldeia é sem dúvida o Verão, altura em que se realiza a festa religiosa e pagã em honra do seu padroeiro, S. Luís. Por esta altura pode-se comer, beber e até cantar á boa maneira alentejana. A igreja data do Séc. XVII, merece também uma visita pela beleza dos frescos nas paredes laterais.

## Caracterização Histórica
O nome da Freguesia de Faro do Alentejo advém do seu fundador, D. Estêvão de Faro, destacada figura do tempo dos nossos monarcas filipinos, comendador de inúmeras terras da Ordem de Cristo, vedor da Fazenda da Índia e depois de África e conselheiro de Estado. Filho de D. Dinis de Faro e de D. Luísa Cabral, herda da sua mãe a Herdade de S. Luís das Asssentes, situada a quatro quilómetros a sudoeste da, então à Época, grande aldeia de Cuba, e que fazia parte integrante do termo de Beja. A 5 de Dezembro de 1617, recebe de D. Filipe II o título de 1.º Conde de Faro e autorização para fundar a Vila, não sem antes ter consultado a “cidade de Beja e mais partes”, que não se terão oposto.
A realidade anterior à fundação da então Vila de Faro do Alentejo é desconhecida. Não será, contudo, despropositado pensar que muitos dos trabalhadores rurais já habitavam na Herdade. O senhor do Lugar, D. Estêvão de Faro, providenciou o chão para que se construísse o Rossio e o Logradouro. A doação dos terrenos à Câmara e ao Povo foi formal e do ato foi lavrado um documento datado de 1626. Assim, no topo da suave inclinação onde se estendem os arruamentos, abre-se o Rossio, depois designado pelo redundante nome de Largo da Praça.
Nele se concentraram os poderes civis, a Casa da Câmara, onde se situava a prisão e logo junto da casa do carcereiro, no meio da praça, o pelourinho. Todas estas estruturas foram desaparecendo irremediavelmente, após Faro do Alentejo ter perdido o seu estatuto concelhio, ficando incorporado no Município de Cuba, a partir de 1872. A proposta atual Junta de Freguesia e um Centro de Dia sobrepõem-se, agora, aos antigos Paços do Concelho.

## Património Cultural

### Igreja de S. Luis
Data da 2º década do séc. XVII, está num pequeno adro limitado por um muro baixo e um cruzeiro de pedra. A Igreja é de planta retangular e é coberta por abobada de berço. Do lado do evangelho encontramos a capela batismal de arco redondo com pia de pedra. As paredes laterais são praticamente cobertas por pintura a fresco, colorido da época seiscentista atribuídos a um mestre desconhecido do ciclo tardo-maneirista bejense ou eborense, com destaque para a pintura a fresco do painel de S. Tiago Mata Mouros a cavalo e do painel do Purgatório com o Arcanjo S. Miguel.O arco do triunfo apresenta na parte superior motivos florais e na parte inferior um alto lambril imitando azulejos de padrão enxaquetado, que continua na parede da parte inferior da capela-mor. Na parte superior das paredes da capela-mor recolhessem- se os 4 Evangelistas e os Anjos Músicos. Situada em Faro do Alentejo. O Altar – mor de talha policromada, barroca com um nicho envidraçado onde se venera ainda um Cristo Crucificado, imagem do séc. XVII.
Dois altares ladeiam o arco do triunfo em urnas de alvenaria de madeira - em azul e branco, ambas da N Sra. do Rosário.

## Património Imaterial
- Grupo Coral de S. Luis de Faro do Alentejo - O Cante Alentejano é, por si só, umas das maiores manifestações culturais do Concelho de Cuba, nesta que é considerada a "Catedral do Cante“, e representa todo o concelho de Cuba.•Grupo Coral fundado pela Junta de Freguesia de Faro do Alentejo com o objectivo de dinamizar e divulgar o Cante como elemento da Cultura Alentejana, actuando em todo o Alentejo e no País.

- Grupo Coral feminino "As Amigas do Campo“ de Faro do Alentejo - O grupo coral feminino foi criado também com o objectivo de dinamizar e divulgar o Cante como elemento da Cultura Alentejana, actuando em todo o Alentejo e no País.

## Demografia
Nota: Nos anos de 1890 a 1930 pertencia à Freguesia de Cuba. Pelo decreto lei nº 27.424, de 31/12/1936, voltou a ter autonomia.
A população registada nos censos foi:

| Distribuição da População por Grupos Etários | Distribuição da População por Grupos Etários | Distribuição da População por Grupos Etários | Distribuição da População por Grupos Etários | Distribuição da População por Grupos Etários |
| -------------------------------------------- | -------------------------------------------- | -------------------------------------------- | -------------------------------------------- | -------------------------------------------- |
| Ano                                          | 0-14 Anos                                    | 15-24 Anos                                   | 25-64 Anos                                   | > 65 Anos                                    |
| 2001                                         | 102                                          | 78                                           | 315                                          | 126                                          |
| 2011                                         | 74                                           | 74                                           | 310                                          | 133                                          |
| 2021                                         | 66                                           | 39                                           | 255                                          | 125                                          |

## Geografia
O município de Cuba situa-se numa zona de peniplanície, com relevo suave, onde os declives dominantes oscilam entre os 0% e os 16% (PDM de Cuba:1983). Apesar do seu tamanho, apresenta alguma diversidade de paisagem que define áreas de morfologia distintas:
- Uma zona plana onde o relevo possui pouca ondulação e os solos são, no geral, espessos e barrentos (incluindo-se nos barros de Beja), com altitudes que oscilam entre os 100 e os 200 metros;
- Zonas mais onduladas particularmente a Norte de Vila Ruiva e Vila Alva em direcção a Alvito, pontuada por pequenas rechãs e vales encaixados, oscilando as altitudes em tornos dos 200 a 400 metros;
- Uma zona de tipo estepe que corresponde de grosso modo à Freguesia de Faro do Alentejo onde, curiosamente, no decorrer da Carta Arqueológica se verificou tratar-se da área com menor densidade de Jazidas arqueológicas identificadas

## Fauna e Vegetação
•Faro do Alentejo no que respeita à fauna podemos relevar a riqueza de espécies cinegéticas, como por exemplo, o coelho bravo, a lebre, a perdiz, a codorniz, o tordo e o pombo torcaz;
•É importante referir também a riqueza de vegetação natural como o Sobreiro, Azinheira, Oliveira, eucalipto, pinhal e ainda abundam em Faro o espargo, a beldroega, o poejo a hortelã da ribeira que são aproveitadas para a gastronomia. 

## Tradições Culturais
Algumas das nossas tradições são:
- As festas em honra de S. Luís, uma das maiores do concelho, onde se realizam a procissão das velas, a procissão em honra de S. Luís e não pode faltar as garraiada que se fazem nos dias de festa.

- O leilão de animais no dia de Pascoa, onde a comissão de festas vai ao campo pedir aos agricultores/ pastores, animais como: galinhas, coelhos, borregos, ovelhas, chibo, letões …que tem como objectivo angariar dinheiro para a realização das festas.

- Os Jogos tradicionais alentejanos realizados na época do 25 de Abril (malha, sueca…)e outros jogos que também são feitos nessa época (matraquilhos, snooker, jogo de futebol entre solteiras x casadas e solteiros x casados, jogo de futebol infantil…)

- A Feira da caça e da pesca, uma feira que é realizada por a Junta de Freguesia de Faro do Alentejo que tem lugar no final de Outubro/principio de Novembro onde são realizadas muitas actividades desde demonstrações a tiro com arco